# Поморське поозер'я
Поморське поозер'я (пол. Pojezierze Pomorskie) — рівнина на північному заході Польщі, між нижніми течіями річок Одра на заході й Вісла на сході; берегом Балтійського моря на півночі й давньою долиною Варти — Нотец а на півдні. Висота до 329 м (гора Вежиця). Є південною ланкою так званої Балтійської гряди.

## Рельєф
Для Поморського поозер'я характерний рельєф, пов'язаний з плейстоценовим зледенінням, добре виражені гряди кінцевих морен. У міжморенних пониженнях — озера. На півночі й півдні розташовуються зандрові рівнини. Є насадження сосни й залишки дубово-букових лісів, торфяників, вересу.